# Abaokoro
Abaokoro è un'isoletta situata nell'atollo di Tarawa, appartenente all'arcipelago delle Isole Gilbert (Repubblica di Kiribati). Sorge a circa 17 km a nord di Bairiki. È il capoluogo di Tarawa Nord (ETC).